# Rádio Mundial
Rádio Mundial é uma emissora de rádio do Rio de Janeiro, no Brasil. Opera nos 1180 kHz e atualmente pertence à Igreja Mundial do Poder de Deus.

## História
A emissora foi inaugurada como Rádio Clube do Brasil em 1º de outubro de 1924, sendo uma das primeiras no Brasil e a segunda no Rio de Janeiro.  Ela foi fundada pelo engenheiro Elba Dias, então funcionário dos Telégrafos (atual ECT), que havia recebido autorização do governo para adaptar uma estação telegráfica de 500 watts, instalada em frente ao Largo da Carioca. Operava sob as mesmas condições das emissoras da época, ou seja, funcionavam como associações ou clubes, sobrevivendo da contribuição financeira dos ouvintes, que também participavam emprestando discos.
Em 1937 foi renomeada como Rádio Cajuti, que é "tijuca" com sílabas ao contrário, pois fora adquirida pelo Tijuca Tênis Clube, que instalou seus estúdios em sua sede. O clube vendeu a rádio para os Diários Associados em 1948, que cinco anos depois alterou seu nome para Rádio Mundial.
Foi comprada pelas Organizações Victor Costa, em 1954. Em 1959, foi arrendada para o radialista Alziro Zarur, fundador da Legião da Boa Vontade. Em 1965, foi vendida ao Sistema Globo de Rádio, junto com o restante da OVC. A partir desse ano passou a ter um programação essencialmente musical, tendo como um dos seus programadores musicais e apresentadores o radialista e disc jockey Big Boy, falecido em 1977. Nesta fase a emissora competia com a Rádio Tamoio, dos Diários Associados, que também apresentava uma programação musical dedicada ao público jovem. Na década de 1970 a emissora investiu na black music e no rock.
A partir da década de 1980, devido ao aumento da audiência das emissoras FM, a rádio decaiu aos poucos. Entre 1993 e 1996, a emissora retransmitiu integralmente a programação da CBN Rio de Janeiro, invertendo suas frequências nesse ano, com a Mundial passando para os 1180 kHz e retomando sua programação independente com samba e pagode, além de transmissões das corridas do Jockey Club do Brasil.
Em 2002 a frequência foi arrendada à ONG Viva Rio, criando a Viva Rio AM. Somente as corridas do Jockey Club eram transmitidas por razões contratuais. Em 2005, o contrato com a Viva Rio se encerrou e a Mundial voltou com uma programação musical.
Em 2007 transmitiu o Pan Americano do Rio de Janeiro, em simultâneo com o Sistema Globo de Rádio. Em 2008, o Sistema Globo de Rádio encerrou o contrato que tinha com o Jockey Club e começou o processo de venda da rádio. No dia 27 de maio de 2008 a emissora ganhou mais conteúdo jornalístico, com notas intercaladas nas execuções musicais. As equipes de jornalismo da Rádio Globo Rio de Janeiro (AM 1220) e da CBN Rio de Janeiro (AM 860) eram usadas para contribuir com essas intervenções na programação.
No dia 30 de janeiro de 2009, a emissora encerrou seus programas, passando a ter apenas execuções musicais. Em fevereiro do mesmo ano, foi comprada pela Igreja Mundial do Poder de Deus, passando a retransmitir, inicialmente, a Rádio Nova Mundial.